# Малая Офирна (курганный могильник)
Малая Офирна — курганный могильник скифского периода, один из наиболее северных памятников лесостепных племён Днепровского Правобережья, расположенный в Фастовском районе Киевской области. Датируется VI веком до н. э.

## Описание
Могильник из семи курганов располагается в междуречье рек Унава и Ирпень, между сёлами Малая Офирна и Дорогинка. Три кургана расположены на низкой террасе левого берега Унавы в 0,5 км к севернее села Малая Офирна. Другие три — в 1,5 км северо-западнее того же села. Седьмой самый большой курган находится близ села Дорогинка. Один из курганов первой группы в 1964 году был перерезан кладоискательской траншеей. В ней были найдены чернолощеная миска, два чернолощеных черпака, колчанный набор из 107 бронзовых двух- и трёхлопастных наконечников стрел, костяные наконечники стрел, железный лавровидной формы наконечник копья, проушной боевой топор, удила, псалии, каменный брусок и бронзовый браслет со змеиными головками, два черепа. Дальнейшие раскопки кургана проводились экспедицией Института археологии АН УССР под руководством Е. А. Петровской. Раскопанный курган высотой 3,5 м в диаметре составлял 24 м.

### Могильная яма
Могильная яма размерами 5,4 × 4,3 м × 2,5 м (глубина), ориентированная на северо-восток — юго-запад, имела в плане прямоугольную форму. Могила перекрыта обожжёнными брёвнами и имела двухскатное перекрытие. Дно ямы покрыто деревянным обугленным настилом. Наличие обгорелого дерева скорее всего свидетельствует о ритуальном поджоге погребальной камеры. Но огонь был затем потушен землёй. В центре погребальной камеры находились останки двух скелетов взрослых людей. Погребённые находились в вытянутом положении на спине, головой на север. Погребальный инвентарь: горшок с петельчатой ручкой, кухонный горшок тюльпановидной формы с валиком, три чернолощеных черпака и мисочка. Здесь же были найдены обломки двух железных ножей, плоское железное тесло с боковыми выступами, три бронзовых наконечника стрел. На черепе в юго-западном углу могилы находилось тонкое бронзовое височное кольцо. Курган был могилой знатного воина, погребённого вместе с зависимыми от него людьми. По обряду погребения и по времени могильник у села Малая Офирна близок Глевахскому кургану VI века до н. э.